# Rodney Alcala
Rodney Alcala (ur. jako Rodrigo Jacques Alcala Buquor 23 sierpnia 1943 w San Antonio, zm. 24 lipca 2021 w Corcoran) – amerykański seryjny morderca i gwałciciel, skazany na karę śmierci w Kalifornii w 2010 roku za pięć zabójstw dokonanych w tym stanie pomiędzy 1977 a 1979. W 2013 roku jego wyrok został powiększony o 25 lat, po jego przyznaniu się do dokonania dwóch zabójstw w Nowym Jorku w 1971 i 1977 roku.
Według prokuratury Alcala „bawił” się ze swoimi ofiarami, np. dusząc je do utraty przytomności, a następnie czekając na ich obudzenie się, powtarzając ten proces wielokrotnie przed ostatecznym zabiciem ofiary.
Alcala nazywany jest czasem „Dating Game Killer” („Zabójcą z Randki w Ciemno”) w związku z jego występem i wygraną w tym programie telewizyjnym w 1978. We wprowadzeniu do programu Jim Lange przedstawił Alcalę jako „odnoszącego sukcesy fotografa”, a także miłośnika spadochroniarstwa i motocykli. Cheryl Bradshaw, która w czasie programu wybrała Alcalę na swoją „randkę”, ostatecznie odmówiła spędzenia z nim wspólnego czasu, twierdząc, że Alcala wydał jej się „dziwny”.

## Ofiary Alcali
| Miejsce | Nazwisko         | Wiek | Miejsce morderstwa | Stan             | Data morderstwa  |
| ------- | ---------------- | ---- | ------------------ | ---------------- | ---------------- |
| 1.      | Cornelia Crilley | 23   | Nowy Jork          | Nowy Jork        | 12 czerwca 1971  |
| 2.      | Ellen Hover      | 23   | Nowy Jork          | Nowy Jork (stan) | 15 lipca 1977    |
| 3.      | Jill Barcomb     | 18   | Los Angeles        | Kalifornia       | 9 listopada 1977 |
| 4.      | Georgia Wixted   | 27   | Malibu             | Kalifornia       | 16 grudnia 1977  |
| 5.      | Charlotte Lamb   | 31   | El Segundo         | Kalifornia       | 24 czerwca 1978  |
| 6.      | Jill Parenteau   | 21   | Burbank            | Kalifornia       | 14 czerwca 1979  |
| 7.      | Robin Samsoe     | 12   | Huntington Beach   | Kalifornia       | 20 czerwca 1979  |